# Manon Deketer
Manon Deketer (ur. 8 czerwca 1998) – francuska judoczka. Brązowa medalistka mistrzostw świata w 2022. Startowała w Pucharze Świata w latach 2019-2022. Brązowa medalistka igrzysk śródziemnomorskich w 2018. Mistrzyni Francji w 2021 roku.